# 윌리엄 오우치
윌리엄 G. "빌" 오우치(William G. "Bill" Ouchi, 1943년 출생)는 경영학 분야의 미국인 교수이자 작가이다. 그는 UCLA 앤더슨 경영대학원의 경영 및 조직 분야의 석좌 교수이자 샌포드 및 베티 시골로프 기업 회생 담당 석좌 교수로 재직 중이다.

## 어린 시절 및 교육
그는 하와이주 호놀룰루에서 태어나고 자랐다. 1965년 윌리엄스 칼리지에서 학사 학위를, 스탠퍼드 대학교에서 MBA를, 시카고 대학교에서 경영학 박사 학위를 받았다. 그는 스탠퍼드 경영대학원에서 8년간 교수로 재직했으며, 캘리포니아 대학교 로스앤젤레스의 앤더슨 경영대학원 교수로 오랫동안 재직했다.

### Z이론
오우치는 일본 기업과 미국 기업의 차이점 및 경영 방식에 대한 연구로 처음 주목을 받았다.
그의 1981년 첫 책은 그의 관찰 내용을 요약한 것이다. Z이론: 미국 경영이 일본의 도전에 어떻게 대처할 수 있는가(Theory Z: How American Management Can Meet the Japanese Challenge)는 5개월 이상 뉴욕 타임스 베스트셀러였다.
그의 두 번째 책, M 형태 사회: 미국 팀워크가 경쟁 우위를 되찾는 방법(The M Form Society: How American Teamwork Can Recapture the Competitive Edge)은 그 접근 방식을 구현하는 다양한 기술을 조사했다.
오우치는 또한 조직 경영에서 통제에 대한 세 가지 접근 방식을 제시했다.
- 시장 통제
- 관료적 통제
- 클랜 통제

## 학교에 관한 연구
최근 몇 년 동안 오우치는 중앙 사무실의 하향식 경영 방식이 지역 학교에 제기하는 과제에 관심을 돌렸다. 그는 2003년 "Making Schools Work"에서 개요를 발표했다. 그는 주지사 아놀드 슈워제네거의 교육 개혁 패널을 의장했으며, 그의 제안 중 일부는 현재 고려 중이다. 1990년대에는 전 로스앤젤레스 시장 리처드 리오던의 고문이자 비서실장으로 재직했다.
2009년 그의 책, "The Secret of TSL: The Revolutionary Discovery That Raises School Performance"가 출판되었는데, 이는 학기 동안 교사가 매일 상호 작용하는 학생의 총 수인 총 학생 부하를 줄이는 혁명적인 잠재력을 탐구한다.

## 기타 활동
더 넓은 공동체에서 오우치는 미국 대통령 토론 위원회의 자문 위원회, 미국 일본 박물관의 이사회, 그리고 로스앤젤레스의 도심 차터 스쿨 운영자인 대학 준비 공립학교 연합의 이사회에서 활동하고 있다.
그는 이전에 윌리엄스 칼리지, KCET 공영 방송, 캘리포니아 커뮤니티 재단, 아시아 태평양 지역 리더십 교육, 미국 증권 거래 위원회 소비자 자문 위원회, 월트 디즈니 콘서트홀, 하버드-웨스트레이크 스쿨의 이사회에서 재직했다.
비즈니스 커뮤니티에서 그는 힐튼 재단의 이사회, AECOM, FirstFed Financial, 셈프라 에너지, 그리고 워터-픽 테크놀로지의 이사회에서 활동하고 있다.

## 참고 문헌
- Ouchi, William G. (1981). 《Theory Z: How American Business Can Meet the Japanese Challenge》. Addison-Wesley. ISBN 0-201-05524-4.
- Ouchi, William G. (1984). 《The M-form Society: How American Teamwork Can Recapture the Competitive Edge》. Addison-Wesley. ISBN 0-201-05533-3.
- Ouchi, William G. (2003). 《Making Schools Work: A Revolutionary Plan To Get Your Children the education They Need》. Simon and Schuster. ISBN 0-7432-4630-6.
- Ouchi, William G. (2009). 《The Secret of TSL:The Revolutionary Discovery That Raises School Performance》. Simon and Schuster. ISBN 978-1-4391-2158-0.
- Ouchi, W. G. 1977. The Relationship Between Organizational Structure and Organizational Control. Administrative Science Quarterly, 22(1): 95-113.
- Ouchi, W. G. 1978. The Transmission of Control Through Organizational Hierarchy. Academy of Management Journal, 21: 173–192.
- Ouchi, W. G. 1979. A Conceptual Framework for the Design of Organizational Control Mechanisms. Management Science, 25(9): 833–848.
- Ouchi, W. G. & Wilkins, A. L. 1983. Efficient Cultures: Exploring the Relationship Between Culture and Organizational Performance. Administrative Science Quarterly, 28 (3): 468–481.
- Ouchi, W. G. & Wilkins, A. L. 1985. Organizational Culture. Annual Review of Sociology, 11: 457–483.

## 같이 보기
- 더글러스 맥그리거
- X이론과 Y이론
- Z이론
- 경영 이론가 목록